# Luz lenta
La luz lenta es la propagación de un pulso óptico u otra modulación de una portadora óptica a una velocidad de grupo muy baja. La luz lenta se produce cuando un impulso de propagación se ralentiza sustancialmente por la interacción con el medio en el que tiene lugar la propagación.
En 1998, la física danesa Lene Vestergaard Hau dirigió un equipo combinado de la Universidad de Harvard y el Instituto de Ciencias Rowland, que logró reducir la velocidad de un rayo de luz a unos 17 m/s, e investigadores de la UC Berkeley redujeron la velocidad de la luz. a través de un semiconductor a 9.7 km/s en 2004. Hau y sus colegas más tarde lograron detener completamente la luz, y desarrollaron métodos mediante los cuales se puede detener y luego reiniciar. Esto fue en un esfuerzo por desarrollar computadoras que usarán solo una fracción de la energía de las máquinas de hoy.
En 2005, IBM creó un microchip que puede reducir la velocidad de la luz, fabricado con materiales bastante estándar, y allanar el camino hacia la adopción comercial.

## Trasfondo
Cuando la luz se propaga a través de un material, viaja más lento que la velocidad de la luz en el vacío, c. Este es un cambio en la velocidad de fase de la luz y se manifiesta en efectos físicos como la refracción. Esta reducción de la velocidad se cuantifica por la relación entre la velocidad de la luz y la velocidad de la fase. Esta relación se llama índice de refracción del material. La luz lenta es una reducción dramática en la velocidad de grupo de la luz, no en la velocidad de la fase. Los efectos de luz lenta no se deben a índices de refracción normalmente grandes, como se explicará a continuación.
La imagen más simple de la luz dada por la física clásica es una onda o perturbación en el campo electromagnético. En un vacío, las ecuaciones de Maxwell predicen que estas perturbaciones viajarán a una velocidad específica, indicada por el símbolo c. Esta constante física conocida se conoce comúnmente como la velocidad de la luz. El postulado de la constancia de la velocidad de la luz en todos los marcos de referencia inerciales se encuentra en el corazón de la relatividad especial y ha dado lugar a la idea popular de que "la velocidad de la luz es siempre la misma". Sin embargo, en muchas situaciones, la luz es más que una perturbación en el campo electromagnético.
La luz que viaja dentro de un medio ya no es una perturbación exclusiva del campo electromagnético, sino una perturbación del campo y, las posiciones y velocidades de las partículas cargadas (electrones) dentro del material. El movimiento de los electrones está determinado por el campo (debido a la fuerza de Lorentz), pero el campo está determinado por las posiciones y velocidades de los electrones (debido a la ley de Gauss y la ley de Ampère). El comportamiento de una perturbación de este campo combinado de densidad de carga electromagnética (es decir, luz) aún está determinado por las ecuaciones de Maxwell, pero las soluciones son complicadas debido al vínculo íntimo entre el medio y el campo.
Comprender el comportamiento de la luz en un material se simplifica al limitar los tipos de perturbaciones estudiadas a las funciones sinusoidales del tiempo. Para estos tipos de perturbaciones, las ecuaciones de Maxwell se transforman en ecuaciones algebraicas y se resuelven fácilmente. Estas perturbaciones especiales se propagan a través de un material a una velocidad más lenta que la llamada velocidad de fase. La relación entre c y la velocidad de la fase se denomina índice de refracción o índice de refracción del material (n). El índice de refracción no es una constante para un material dado, sino que depende de la temperatura, la presión y la frecuencia de la onda de luz (sinusoidal). Este último conduce a un efecto llamado dispersión.
Un humano percibe la intensidad de la perturbación sinusoide como el brillo de la luz y la frecuencia como el color. Si una luz se enciende o apaga en un momento específico o se modula de otro modo, entonces la amplitud de la perturbación sinusoidal también depende del tiempo. La amplitud variable en el tiempo no se propaga a la velocidad de fase sino a la velocidad de grupo. La velocidad del grupo depende no solo del índice de refracción del material, sino también de la forma en que el índice de refracción cambia con la frecuencia (es decir, la derivada del índice de refracción con respecto a la frecuencia).
La luz lenta se refiere a una velocidad de luz de grupo muy baja. Si la relación de dispersión del índice de refracción es tal que el índice cambia rápidamente en un pequeño rango de frecuencias, entonces la velocidad de grupo podría ser muy baja, miles o millones de veces menor que c, aunque el índice de refracción sigue siendo un típico valor (entre 1,5 y 3,5 para vidrios y semiconductores).

## Maneras de lograr la luz lenta
Hay muchos mecanismos que pueden generar una luz lenta, todos los cuales crean regiones espectrales estrechas con alta dispersión, es decir, picos en la relación de dispersión. Los esquemas generalmente se agrupan en dos categorías: dispersión de material y dispersión de guía de onda. Los mecanismos de dispersión de materiales tales como la transparencia inducida electromagnéticamente (EIT), la oscilación poblacional coherente (CPO) y varios esquemas de mezcla de cuatro ondas (FWM) producen un cambio rápido en el índice de refracción en función de la frecuencia óptica, es decir, modifican la componente temporal de Una onda propagante. Esto se hace utilizando un efecto no lineal para modificar la respuesta del dipolo de un medio a un campo de señal o "sonda". Los mecanismos de dispersión de la guía de ondas, como los cristales fotónicos, las guías de ondas ópticas del resonador acoplado (CROW) y otras estructuras de micro-resonadores modifican la componente espacial (vector k) de una onda propagante. Slowlight también se puede lograr mediante la explotación de las propiedades de dispersión de las guías de onda planas realizadas con metamateriales negativos únicos (SNM) o metamateriales negativos dobles (DNM).
Una figura predominante de mérito de los esquemas de luz lenta es el producto de ancho de banda de retardo (DBP). La mayoría de los esquemas de luz lenta pueden ofrecer un retardo arbitrariamente largo para una longitud de dispositivo determinada (longitud / retardo = velocidad de la señal) a expensas del ancho de banda. El producto de los dos es aproximadamente constante. Una cifra de mérito relacionada es el retraso fraccional, el tiempo en que un impulso se retrasa dividido por el tiempo total del impulso. La transparencia inducida por Plasmon, un análogo de EIT, proporciona otro enfoque basado en la interferencia destructiva entre diferentes modos de resonancia. Trabajos recientes han demostrado este efecto en una amplia ventana de transparencia en un rango de frecuencia superior a 0,40 THz.

## Uso potencial
La luz lenta podría usarse para reducir considerablemente el  ruido, lo que podría permitir que todos los tipos de información se transmitan de manera más eficiente [cita requerida]. Además, los interruptores ópticos controlados por luz lenta podrían reducir los requisitos de energía un millón de veces en comparación con los interruptores que ahora operan todo, desde equipos telefónicos hasta supercomputadores.  La disminución de la luz podría conducir a un flujo de tráfico más ordenado en las redes. Mientras tanto, se puede usar la luz lenta para construir interferómetros que son mucho más sensibles al cambio de frecuencia en comparación con los interferómetros convencionales. Esta propiedad se puede utilizar para construir mejores sensores de frecuencia más pequeños y espectrómetros compactos de alta resolución. Además, la luz lenta se puede utilizar en la memoria cuántica óptica.

## En la ficción
La descripción de "luminite" en la novela de Maurice Renard "Le maître de la lumière" (El maestro de la luz, 1933), podría ser una de las primeras menciones de la luz lenta.

Estos paneles de ventana son de una composición a través de la cual la luz se reduce de la misma manera que cuando pasa a través del agua. Sabes bien, Péronne, cómo se puede escuchar un sonido más rápidamente a través de, por ejemplo, un conducto de metal o algún otro sólido que a través del espacio simple. Bueno, Péronne, ¡todo esto es de la misma familia de fenómenos!

Aquí está la solución. Estos paneles de vidrio reducen la velocidad de la luz a una velocidad increíble, ya que solo se necesita una hoja relativamente delgada para desacelerarla durante cien años. ¡Se necesitan cien años para que un rayo de luz pase a través de esta porción de materia! Tomaría un año para que pase a través de una centésima de esta profundidad.

Las siguientes obras de ficción que abordan la luz lenta se indican a continuación:
- Los experimentos de luz lenta se mencionan en la novela de Dave Eggers "You Shall Know Our Velocity" (2002), en la que la velocidad de la luz se describe como un "rastreo del domingo".
- En "Discworld" (Mundo Anillo), donde se desarrolla la novedosa serie de Terry Pratchett, la luz viaja a solo unos cientos de millas por hora debido al campo mágico "vergonzosamente fuerte" de "Discworld".[14]
- "Slow glass" es un material ficticio en el cuento de Bob Shaw "Light of Other Days" (Analog, 1966), y varias historias posteriores. El vidrio, que retrasa el paso de la luz por años o décadas, se utiliza para construir ventanas, llamadas zanjas, que permiten a los habitantes de las ciudades, los submarinistas y los prisioneros ver escenas de campo "en vivo". El "vidrio lento" es un material en el que el retardo de la luz al pasar a través del vidrio se atribuye a los fotones que pasan "... a través de un túnel espiral enrollado fuera del radio de captura de cada átomo en el vidrio". Shaw más tarde volvió a trabajar las historias en la novela "Otros días, otros ojos" (1972).[15]